# Alocasia micholitziana
Alocasia micholitziana là một loài thực vật có hoa trong họ Ráy (Araceae). Loài này được Sander mô tả khoa học đầu tiên năm 1912.

## Hình ảnh

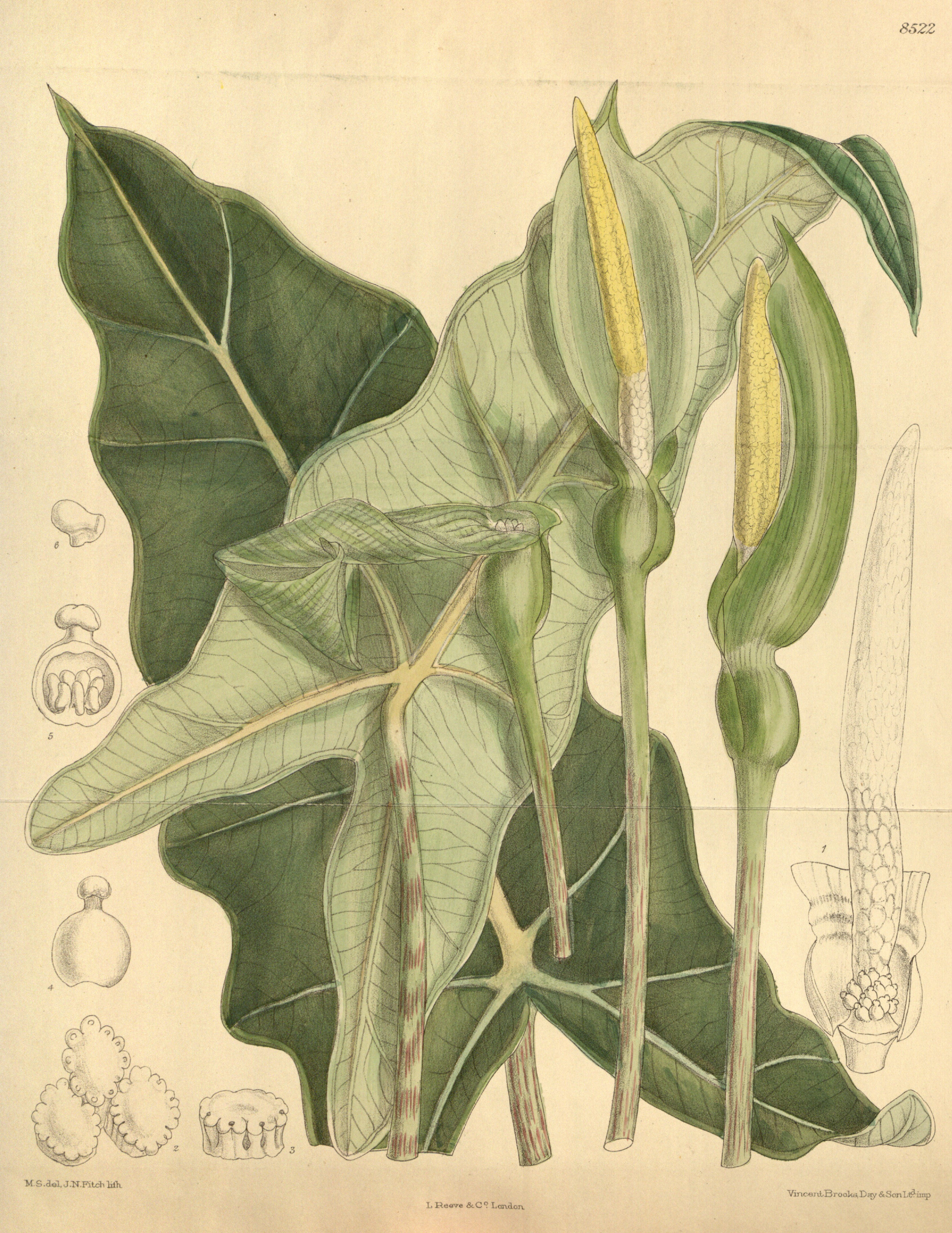
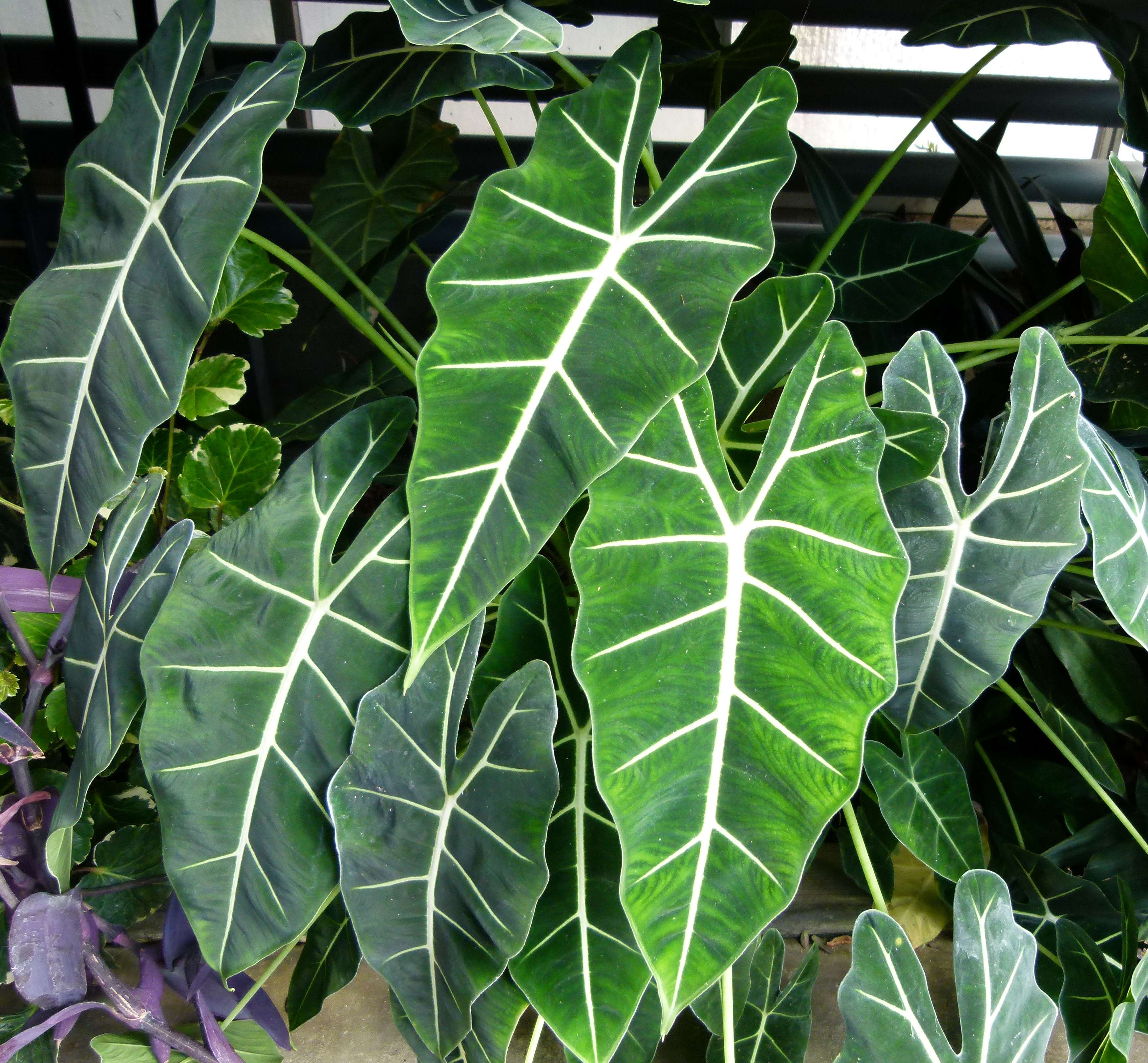
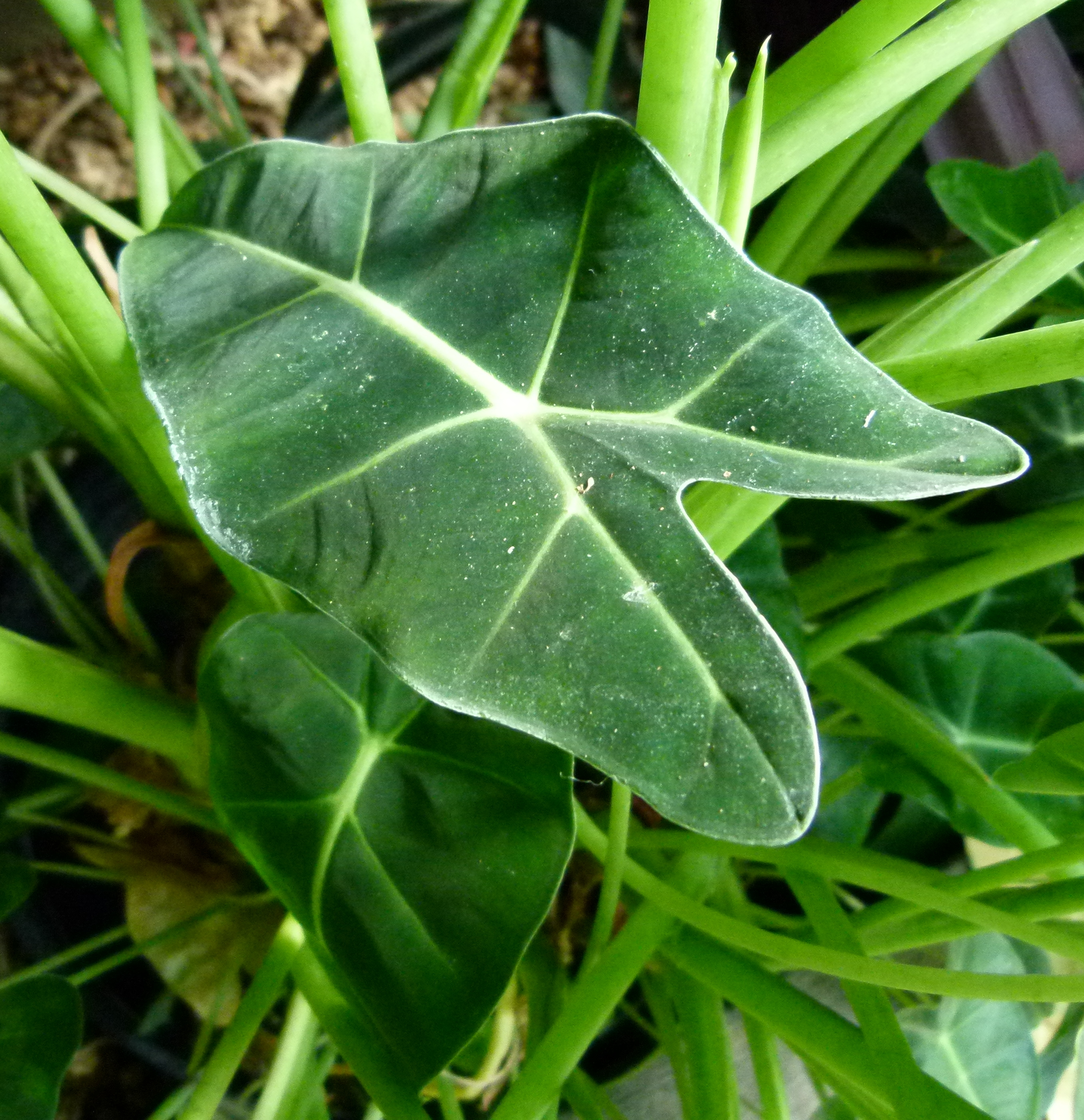
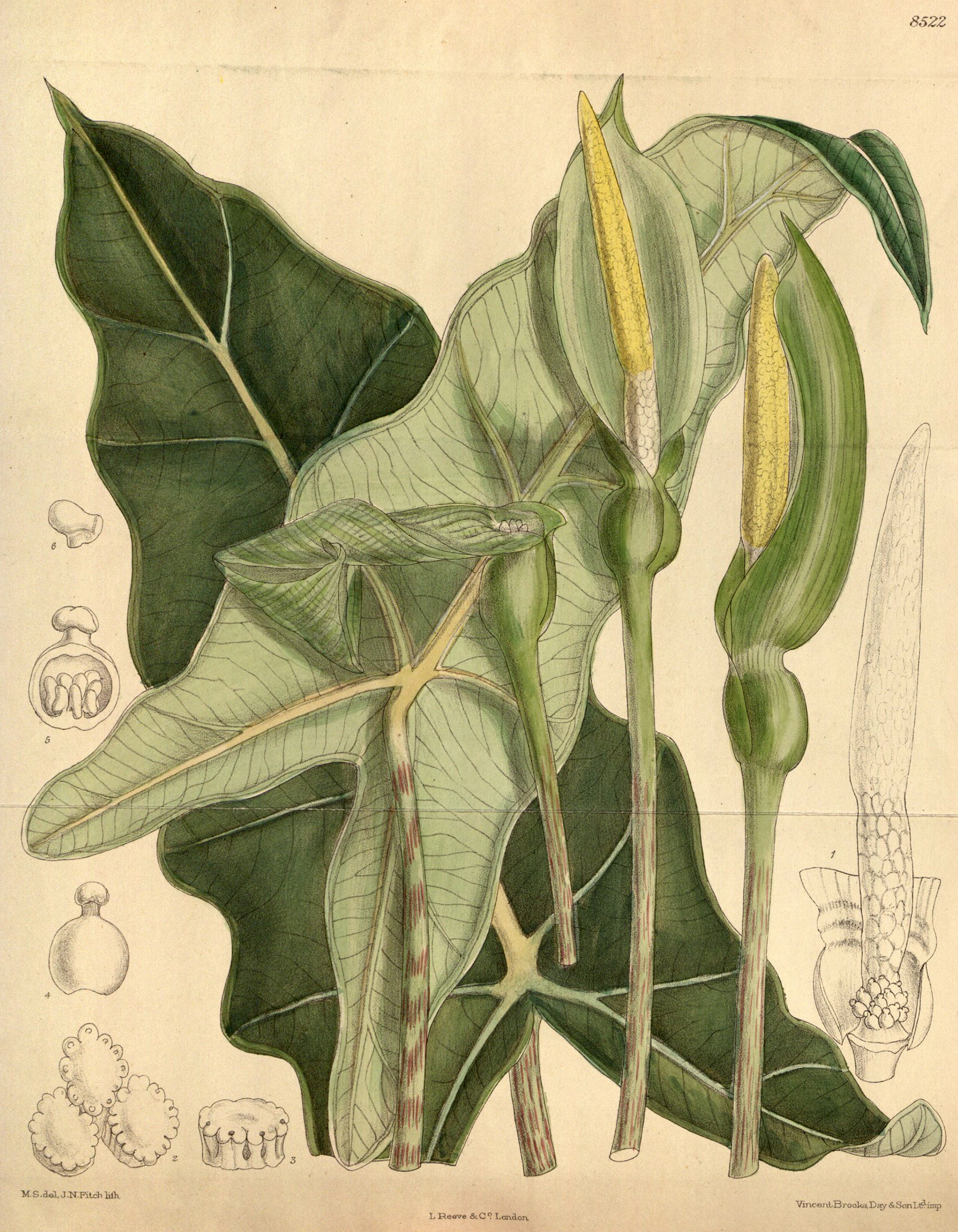